# Martha (voornaam)
Martha of Marta is een meisjesnaam die is afgeleid van de Bijbelse figuur Marta. Andere varianten zijn Marthe, Mart en (Fries) Martje.
In het Aramees betekent Marthe zoveel als "meesteres" of "heerseres".

## Bekende naamdraagsters
- Martha Argerich, Argentijns pianiste
- Martha Mier, Amerikaans pianocomponiste
- Martha Nussbaum, Amerikaans filosofe
- Martha Washington, eerste presidentsvrouw van de Verenigde Staten
- Martha van Wetteren, Vlaams slachtoffer van heksenvervolging